# 特別任務單位
特別任務單位（英語：Special Mission Unit，簡稱：SMU）是美國國防部對部份美軍特種作戰部隊的稱謂，這些部隊參與了包括搜索及擊斃已故基地組織領導人，賓·拉登等高調的軍事行動。

## 定議
根據美國國防部的定議，特別任務單位是個通用術語，它是用作形容一支執行高度機密作戰行動的任務小組，當中包括行動人員和支援力量 。雖然目前美國特種作戰司令部旗下擁有數個已知的特別任務單位，但美國政府卻沒有明確指出哪些部隊是被定義為特別任務單位。不過，早在1990年代初，當時的美國特種作戰司令部總司令卡爾·斯蒂納曾在國會演說和公開聲明中把三角洲部隊和海豹六隊歸類為永久性質的特別任務單位。1998年，國防部副部長沃爾特·B·斯洛科姆曾在參議院軍事委員會的公開演說中指出美軍擁有由特定人員編成，配有特殊裝備，並被訓練至足以應付一大範圍跨國威脅的特別任務單位。他又指出，這些單位由美國特種作戰司令部所控制，主要針對反恐和阻止恐怖份子使用大規模殺傷性武器而發起特種作戰及相關的支援行動，他們每天都隨時為執行任務準備就緒，並已跟其他美軍部隊有著緊密合作。目前已知的特別任務單位均受聯合特種作戰司令部直接指揮，這些單位包括：
- 美國陸軍第1特種部隊D作戰分遣隊（通稱：三角洲部隊、戰鬥應用群或陸軍戰鬥元素）
- 美國海軍特種作戰開發群（通稱：海豹六隊）
- 美國空軍第24特種戰術中隊（英语：24th Special Tactics Squadron）
- 美國陸軍情報支援活動

其他美國特種作戰部隊，如：第75游騎兵團的團直屬偵察連、陸軍特種部隊和第160特種作戰航空團在臨時組建的特遣隊（如：121特遣隊和145特遣隊等）中的組成部份也會由聯合特種作戰司令部指揮。

## 其他國家的特別任務單位
據澳洲陸軍的官網所指，其傘下的精銳部隊特種空勤團（SASR）是一個特別任務單位。